# Fluido refrigerante

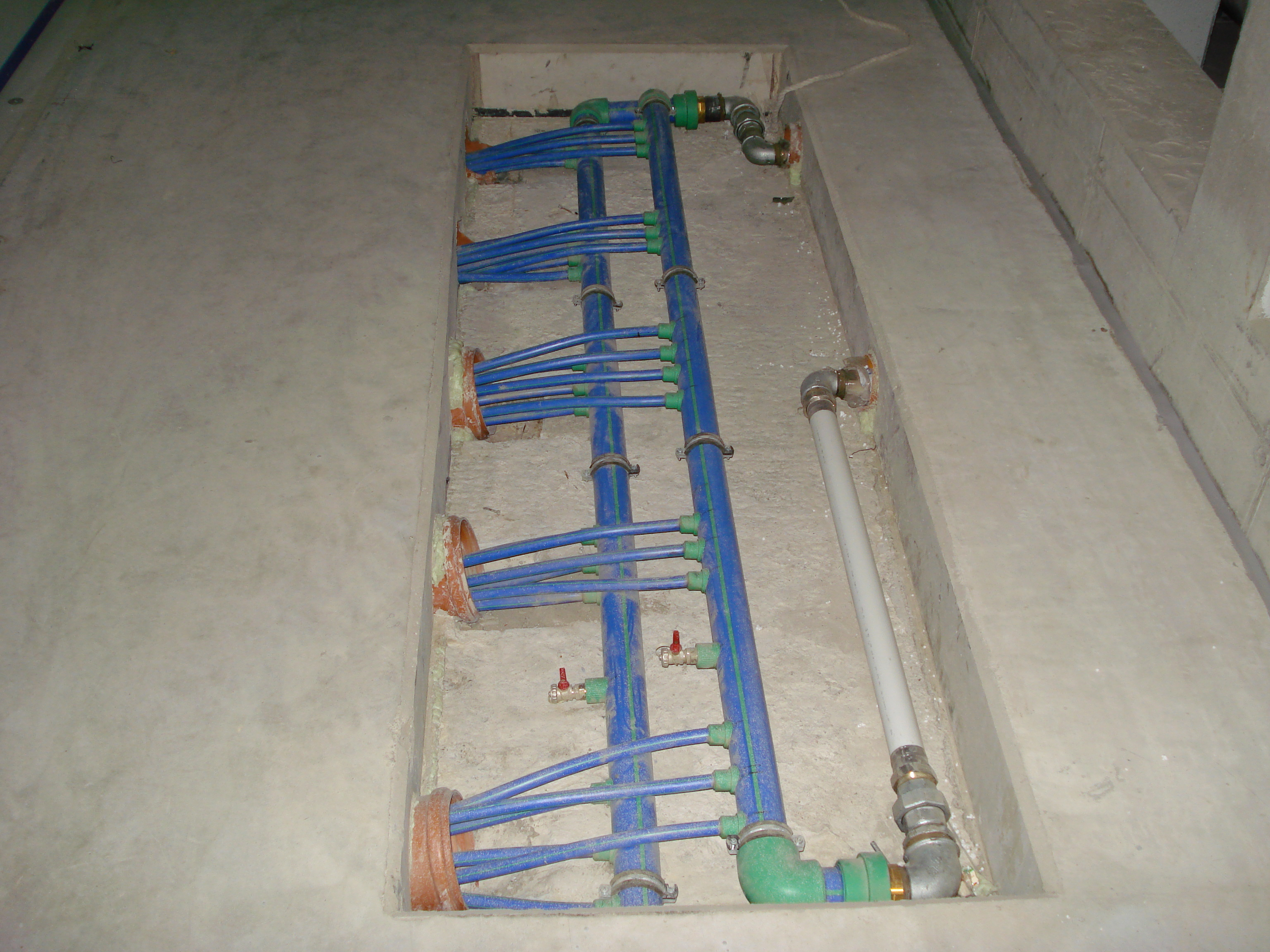
Tubulações que fazem parte do sistema de refrigeração da pista de hóquei da EnergieVerbund Arena em Dresden, Alemanha

Um fluido refrigerante, gás refrigerante ou simplesmente um refrigerante é um produto químico usado em um ciclo térmico em sistemas de refrigeração e climatização que reversivelmente passa por uma mudança de fase de líquido a gás, absorvendo calor e resfriando ambientes. Tradicionalmente, fluorocarbonos, especialmente clorofluorocarbonetos (os "CFC's") foram usados como refrigerantes devido a suas características ideais como a flamabilidade e toxicidade zero, mas foram abandonados conforme determinação do Protocolo de Montreal devido aos seus efeitos na depleção de ozônio. Para substituir os CFC's, novos tipos de refrigerantes foram criados: os HCFCs (hidroclorofluorcarbonos) e os HFCs (hidrofluorcarbonos). Outros refrigerantes são amônia, dióxido de enxofre, dióxido de carbono, e hidrocarbonetos não halogenados tais como o metano.

## Características
Nenhum fluido refrigerante consegue reunir todas as características desejáveis, por isso, um bom refrigerante é aquele que consegue atender o maior número de propriedades, levando em conta a finalidade desse fluido. Devido às diferenças nas aplicações, um refrigerante utilizado em um determinado tipo de refrigeração, pode não ser bom o suficiente para outro fim. Algumas das características ideais são:
- O intervalo de pressão correspondente às temperaturas no evaporador e no condensador deveria ser pequeno, a fim de reduzir o trabalho de compressão. A pressão do vapor dever ser baixa para reduzir o custo do condensador, sendo, porém, superior à pressão atmosférica, para que o ar não possa vazar para o interior do evaporador;

- O calor latente de vaporização deve ser grande a fim de que o fluxo (em massa) do refrigerante possa ser baixo. Analogamente, um baixo calor específico na fase líquida reduz o grau de vaporização no processo de estrangulamento na fase líquida e resulta de mais calor do evaporador. Consequentemente, tem lugar uma redução de fluxo;

- As características do refrigerante devem ser tais que sejam possíveis taxas elevadas de transferência de calor e temperaturas cômodas. Característica especialmente desejável consiste em ponto crítico bastante acima da temperatura elevada encontrada na operação, para que o refrigerante, ao entrar no condensador, esteja próximo da região de duas fases. Desta forma, podem ser exploradas maiores taxas de transferência de calor isotérmico, com maior tendência à irreversibilidade;
- O refrigerante deve ser quimicamente estável, ou seja, não deve alterar suas propriedades apesar das várias mudanças de fase no ciclo de refrigeração.

- O refrigerante deve ser de baixo custo, inerte, não tóxico, não corrosivo, não inflamável, inodoro e não deve congelar às temperaturas mais baixas do processo.
- Deve ser miscível com óleo lubrificante, facilitando a lubrificação das partes do sistema.
- Em caso de vazamento (que deve ser facilmente identificado), não pode prejudicar a camada de ozônio e contribuir para o aquecimento global.

## Tipos de Refrigerantes
Os refrigerantes mais usados na indústria são classificados nos seguintes grupos:
1. Hidrocarbonetos halogenados: são hidrocarbonetos que contém Cl, F e Br. Exemplo: CCl3F - Tricloromonofluormetano, R-11 (CFC-11).
2. Hidrocarbonetos puros: exemplo: CH4 - Metano, R-50 (HC-50), CH3CH3 - Etano, R-170 (HC-170). São utilizados principalmente em indústrias de petróleo e petroquímica.
3. Compostos inorgânicos: como a amônia (usada em pistas de patinação e sistemas de armazenamento de frio) e o dióxido de carbono.
4. Misturas azeotrópicas: mistura de refrigerantes que não podem ser separados por destilação, ou seja, quando evaporam, condensam como se fossem uma só substância com propriedades diferentes das dos seus constituintes.
5. Misturas não azeotrópicas: refrigerantes que formam uma mistura binária.

Os hidrocarbonetos, a amônia, CO2, água e ar são chamados "refrigerantes naturais" e são considerados uma solução segura e econômica em determinadas aplicações.
Ao substituir um CFC por outro tipo de refrigerante, dependendo do tipo da máquina pode ser necessário substituir também o lubrificante e algumas peças podem não ser compatíveis.

## Alguns refrigerantes
- R-410A, vendido sob as marcas registradas RLX, Puron, Genetron R410A, e AZ-20, é uma mistura azeotrópica de difluorometano (CH2F2, chamado R-32) e pentafluoroetano (CHF2CF3, chamado R-125), que é utilizada como um fluido refrigerante nas aplicações de ar condicionado.
- R-11 (TRICLOROMONOFLUORMETANO): CFC amplamente utilizado em sistemas de ar condicionado, porém, é um refrigerante com grande potencial de destruição da camada de ozônio, por isso está sendo substituído pelo R-123.
- R-12 (DICLORODIFLUORMETANO): usado desde grandes sistemas de refrigeração até refrigeradores caseiros, mas também é um potencial destruidor da camada de ozônio.
- R-134a (1,1,1,2-Tetrafluoroetano): é o substituto do R-12 em muitas das suas aplicações, pois tem potencial nulo de destruição do ozônio e é não inflamável e não explosivo.
- R-22 (MONOCLORODIFLUORMETANO): usado em refrigeração de ar residencial e também comercial (fábricas de produtos alimentícios congelados). Também deverá ser substituído conforme o Protocolo de Montreal.
- R-717 (AMÔNIA): usada em cervejarias. Tem baixo custo, baixo calor específico e alto calor latente de vaporização, mas devido a sua toxicidade e inflamabilidade tem suas aplicações limitadas.
- R-718 (ÁGUA): a água reúne várias propriedades adequadas para um refrigerante, porém, tem sua temperatura mínima de 0ºC. Para obtermos água suficientemente fria para utilizar em refrigeradores, teríamos que operar em baixíssimas pressões, o que se torna muito difícil dependendo da máquina utilizada.[3]

## Nomenclatura
Os refrigerantes são nomeados de acordo com as normas da ASHRAE:
*O primeiro algarismo da direita para a esquerda indica o número de átomos de flúor na molécula;
*O segundo algarismo indica o número de átomos de hidrogênio mais 1;
*O terceiro algarismo indica o número de átomos de carbono menos 1;
*O quarto algarismo a é utilizado para designar compostos derivados de hidrocarbonetos não saturados.
*O primeiro algarismo nulo a partir da esquerda não é escrito, por convenção.
Exemplo: o R12 tem composição CCl2F2. Como ele tem apenas um átomo de carbono, o terceiro algarismo é nulo. Pela nomenclatura, o R12 tem 2 átomos de flúor e nenhum de hidrogênio, o que confere com sua composição química. 